# Memoriał Dienisa Tena
Memoriał Dienisa Tena – międzynarodowe zawody w łyżwiarstwie figurowym rozgrywane w Ałmaty od 2019 roku. Od sezonu 2020/2021 wchodzą w cykl zawodów Challenger Series organizowanych przez Międzynarodową Unię Łyżwiarską. W trakcie zawodów rozgrywane są w konkurencje solistów, solistek, par sportowych i tanecznych.
Zawody zostały nazwane po kazachskim łyżwiarzu figurowym, brązowym medaliści olimpijskim z 2014 roku z Soczi – Dienisie Tenie i są współorganizowane przez fundację jego imienia.

## Medaliści w kategorii seniorów
CS: Challenger Series

### Soliści
| Rok     | Złoto                                      | Srebro                                     | Brąz                                       | Źr.   |
| ------- | ------------------------------------------ | ------------------------------------------ | ------------------------------------------ | ----- |
| 2019    | Moris Kwitiełaszwili                       | Makar Ignatow                              | Daniel Albert Naurits                      | [ 3 ] |
| 2020 CS | Zawody odwołano z powodu pandemii COVID-19 | Zawody odwołano z powodu pandemii COVID-19 | Zawody odwołano z powodu pandemii COVID-19 | [ 4 ] |
| 2021 CS | Piotr Gumiennik                            | Mark Kondratiuk                            | Andriej Mozalow                            | [ 5 ] |
| 2022 CS | Nika Egadze                                | Dias Jirenbajew                            | Władmir Litwincew                          | [ 6 ] |
| 2023 CS | Lim Ju-heon                                | Nika Egadze                                | Kim Han-gil                                | [ 7 ] |

### Solistki
| Rok     | Złoto                                      | Srebro                                     | Brąz                                       | Źr.    |
| ------- | ------------------------------------------ | ------------------------------------------ | ------------------------------------------ | ------ |
| 2019    | Sierafima Sachanowicz                      | Anastasija Gulakowa                        | Ałеksandra Fеjgin                          | [ 8 ]  |
| 2020 CS | Zawody odwołano z powodu pandemii COVID-19 | Zawody odwołano z powodu pandemii COVID-19 | Zawody odwołano z powodu pandemii COVID-19 | [ 4 ]  |
| 2021 CS | Wiktorija Safonowa                         | Jekatierina Riabowa                        | Anastasija Szabotawa                       | [ 9 ]  |
| 2022 CS | Kim Min-chae                               | Anna Lewkowiec                             | Choi Da-bin                                | [ 10 ] |
| 2023 CS | Marija Sieniuk                             | Choi Da-bin                                | Alina Urushadze                            | [ 11 ] |

### Pary sportowe
| Rok                                                  | Złoto                              | Srebro                      | Brąz                         | Źr.    |
| ---------------------------------------------------- | ---------------------------------- | --------------------------- | ---------------------------- | ------ |
| 2019                                                 | Lina Kudriawcewa / Ilja Spiridonow | Laura Barquero / Tòn Cónsul | Dorota Broda / Pedro Betegon | [ 12 ] |
| Konkurencja nie została rozegrana w latach 2020–2023 |                                    |                             |                              |        |

### Pary taneczne
| Rok     | Złoto                                      | Srebro                                         | Brąz                                       | Źr.    |
| ------- | ------------------------------------------ | ---------------------------------------------- | ------------------------------------------ | ------ |
| 2019    | Katharina Müller / Tim Dieck               | Adelina Galyavieva / Louis Thauron             | Maxine Weatherby / Tiemirłan Jerżhanow     | [ 13 ] |
| 2020 CS | Zawody odwołano z powodu pandemii COVID-19 | Zawody odwołano z powodu pandemii COVID-19     | Zawody odwołano z powodu pandemii COVID-19 | [ 4 ]  |
| 2021 CS | Anastasija Skopcowa / Kiriłł Aloszyn       | Ołeksandra Nazarowa / Maksym Nikitin           | Jelizawieta Chudajbierdijewa / Jegor Bazin | [ 14 ] |
| 2022 CS | Kana Muramoto / Daisuke Takahashi          | Jennifer Janse van Rensburg / Benjamin Steffan | Marija Ignatiewa / Danyjił Semko           | [ 15 ] |
| 2023 CS | Diana Davis / Gleb Smołkin                 | Jennifer Janse van Rensburg / Benjamin Steffan | Marija Pińczuk / Mykyta Pogoriełow         | [ 16 ] |

## Medaliści w kategorii juniorów

### Soliści
| Rok  | Złoto           | Srebro          | Brąz            | Źr.    |
| ---- | --------------- | --------------- | --------------- | ------ |
| 2019 | Daniił Samsonow | Artur Danijelan | Mark Kondratiuk | [ 17 ] |

### Solistki
| Rok  | Złoto          | Srebro         | Brąz               | Źr.    |
| ---- | -------------- | -------------- | ------------------ | ------ |
| 2019 | Darja Usaczowa | Majia Chromych | Marija Liewuszkina | [ 18 ] |